# Isopropenyl-acetát
Isopropenyl-acetát je organická sloučenina, která je esterem kyseliny octové a enolového tautomeru acetonu. Tato bezbarvá kapalina je důležitá jako hlavní prekurzor acetylacetonu.

## Výroba a reakce
Isopropenyl-acetát se vyrábí reakcí acetonu a ketenu. Při zahřívání nad kovovým povrchem se isopropenyl-acetát přesmykuje na acetylaceton.